# 994年
| 千纪： | 1千纪 |
| 世纪： | 9世纪 \| 10世纪 \| 11世纪                                                                                          |
| 年代： | 960年代 \| 970年代 \| 980年代 \| 990年代 \| 1000年代 \| 1010年代 \| 1020年代                                       |
| 年份： | 989年 \| 990年 \| 991年 \| 992年 \| 993年 \| 994年 \| 995年 \| 996年 \| 997年 \| 998年 \| 999年                    |
| 纪年： | 甲午年（马年）；于阗天兴九年；契丹統和十二年；北宋淳化五年；大理明統三年；李顺应运元年；越南應天元年；日本正曆五年 |

## 大事记
- 王小波妻弟李順繼任為王小波、李順起義首領。
- 宋朝軍隊攻克成都，李順失蹤，餘部由張余帶領轉戰四川境內。
- 高麗依據前一年第一次高麗契丹戰爭協議，開始使用遼的年號统和，高麗派秘使元鬱到宋朝商討聯合滅遼。宋以“北鄙甫寧不宜輕動”為由拒絕。

## 出生
- 王贄 (宋朝)

## 逝世
- 王小波，北宋初農民起義領袖。